# Leonor Carlota Rivas Mercado
Leonor Carlota Encarnación Rivas Mercado (Tepic, Jalisco, hoy Nayarit, 19 de abril de 1842 - Ciudad de México, 31 de mayo de 1921) fue una aristócrata mexicana. Fue bautizada el 19 de abril de 1842 en el Sagrario de su ciudad natal. Fue la hija primogénita de Luis Rivas Góngora (1811-1892) y Leonor Mercado Camacho (1820-n.d. ). Antonio Rivas Mercado, reconocido arquitecto de la columna de la independencia, entre otras obras, fue uno de sus nueve hermanos. Esposa de uno de los grandes productores de pulque, Javier Torres Adalid y casada en segundas nupcias con Carlos Rivas Gómez, secretario particular de Porfirio Díaz, pasó a la historia por razones propiasː fue una de las primeras empresarias en México y su encuentro con el príncipe Karl Khevenhüller-Metsch fue parte de la novela Noticias del imperio de Fernando del Paso. 

Cuando Leonor Carlota Rivas Mercado nació Nayarit era parte de Jalisco

## Familia

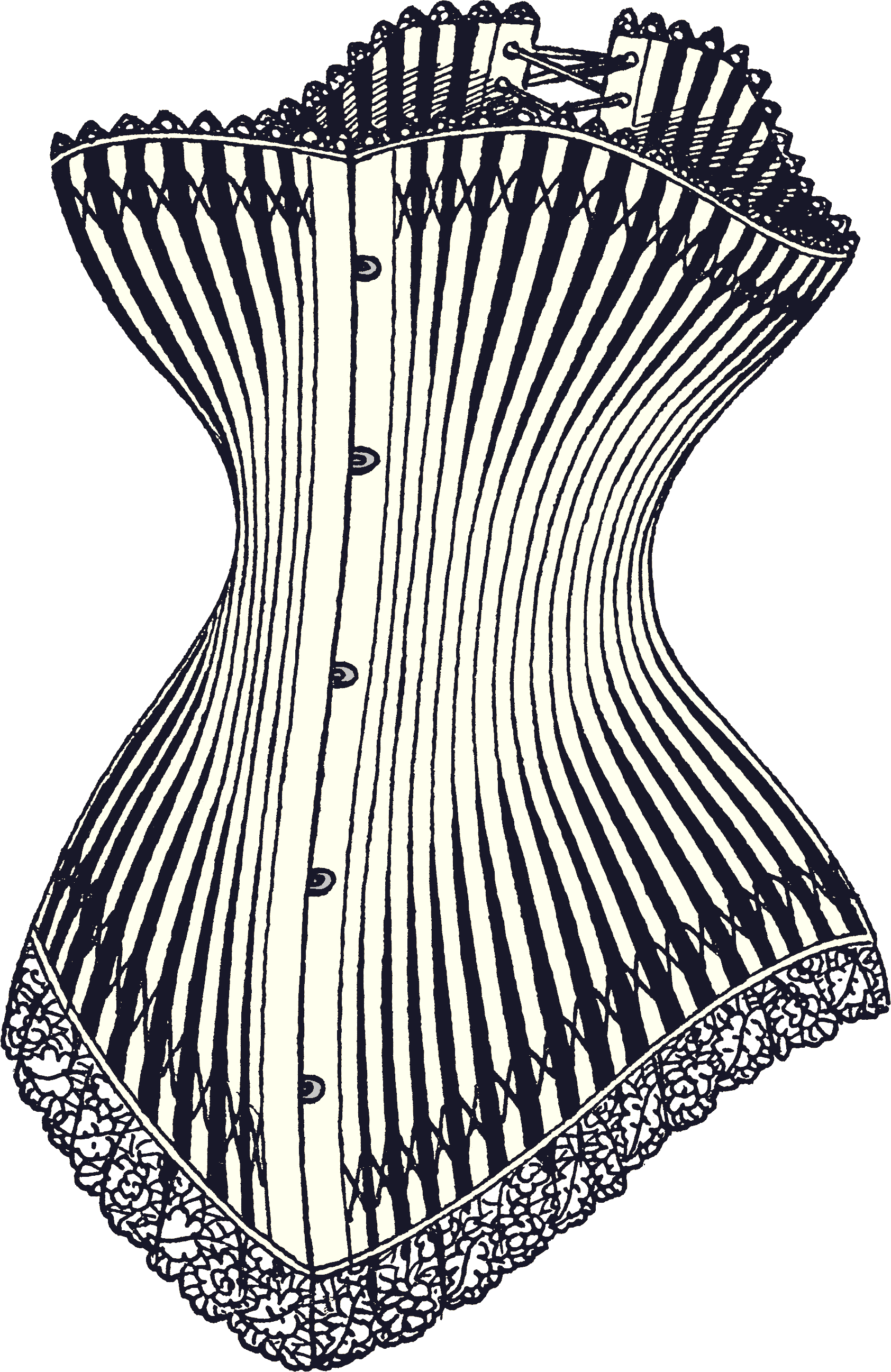
El corsé, prenda indispensable de uso femenino, era fabricado con la osamenta de las ballenas

Los Rivas eran una familia acomodada del Séptimo Cantón de Jalisco. Su abuelo, José Manuel Rivas y Ríos fue administrador de la aduana marítima de San Blas, de aduanas terrestres de Tepic, de las Salinas y alcalde del primer voto de Tepic. Su padre, Carlos Rivas y Góngora, fue jefe político y militar en 1859. En 1862 tuvo un puesto parecido al de gobernador en las entidades federativas, y fue general de las fuerzas armadas de Manuel Lozada. 
Los Rivas Mercado formaban parte del círculo de amigos de la familia de Eustaquio Barrón, uno de los dueños de la Barron and Forbes Commercial Company, dominante en el comercio del Pacífico. Carlos Rivas, el padre de Leonor pidió licencia absoluta y obtuvo concesión del gobierno para pescar por diez años foca y ballenas desde San Blas hasta el Mar de Cortés. Con estos animales fabricaban aceite para lámparas y con sus huesos, corsés. Gracias a la fortuna económica que hicieron con estas actividades se trasladaron a la Ciudad de México. 

## Matrimonios

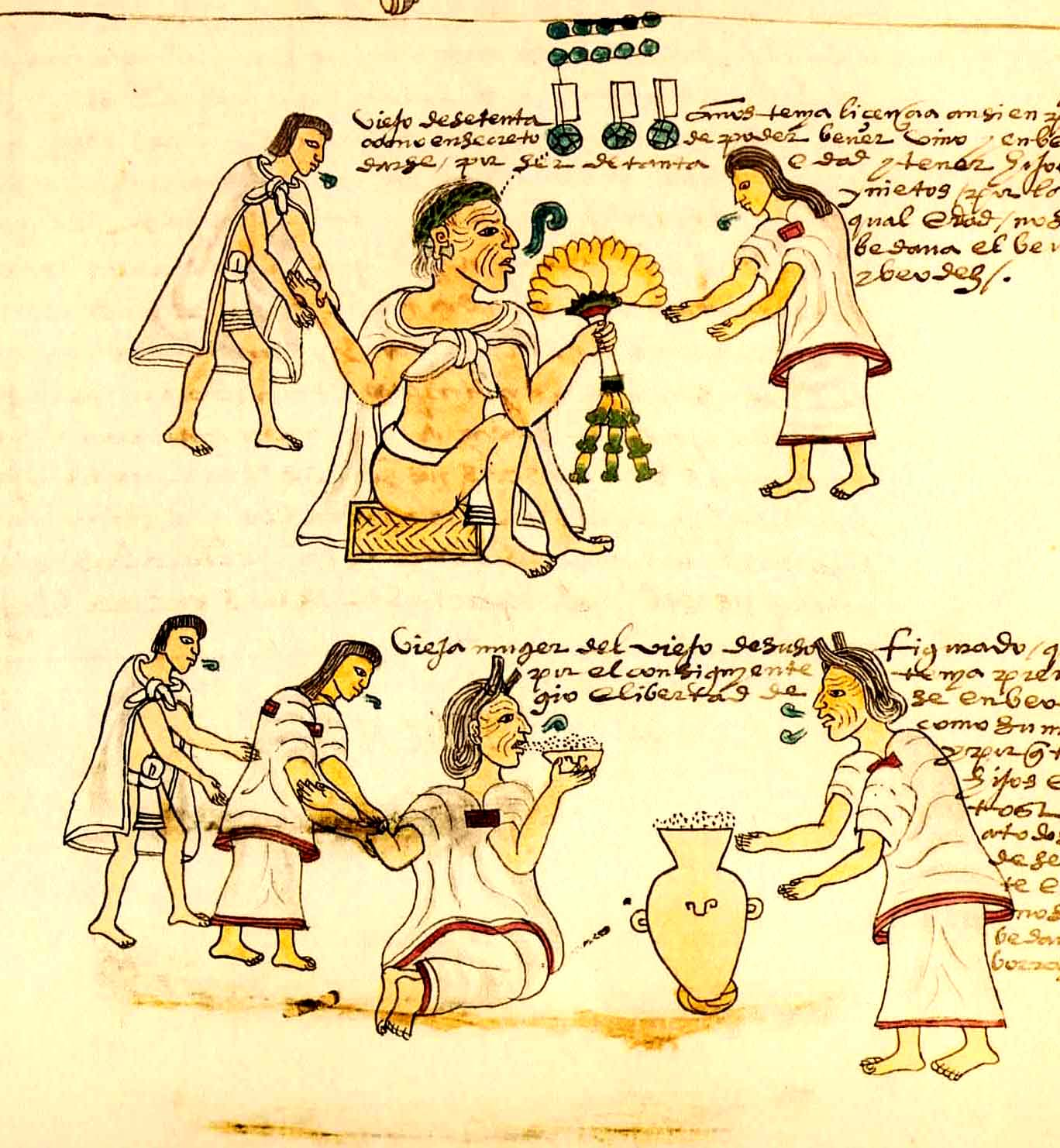
La producción del pulque es tan importante que el Códice Mendoza la registra

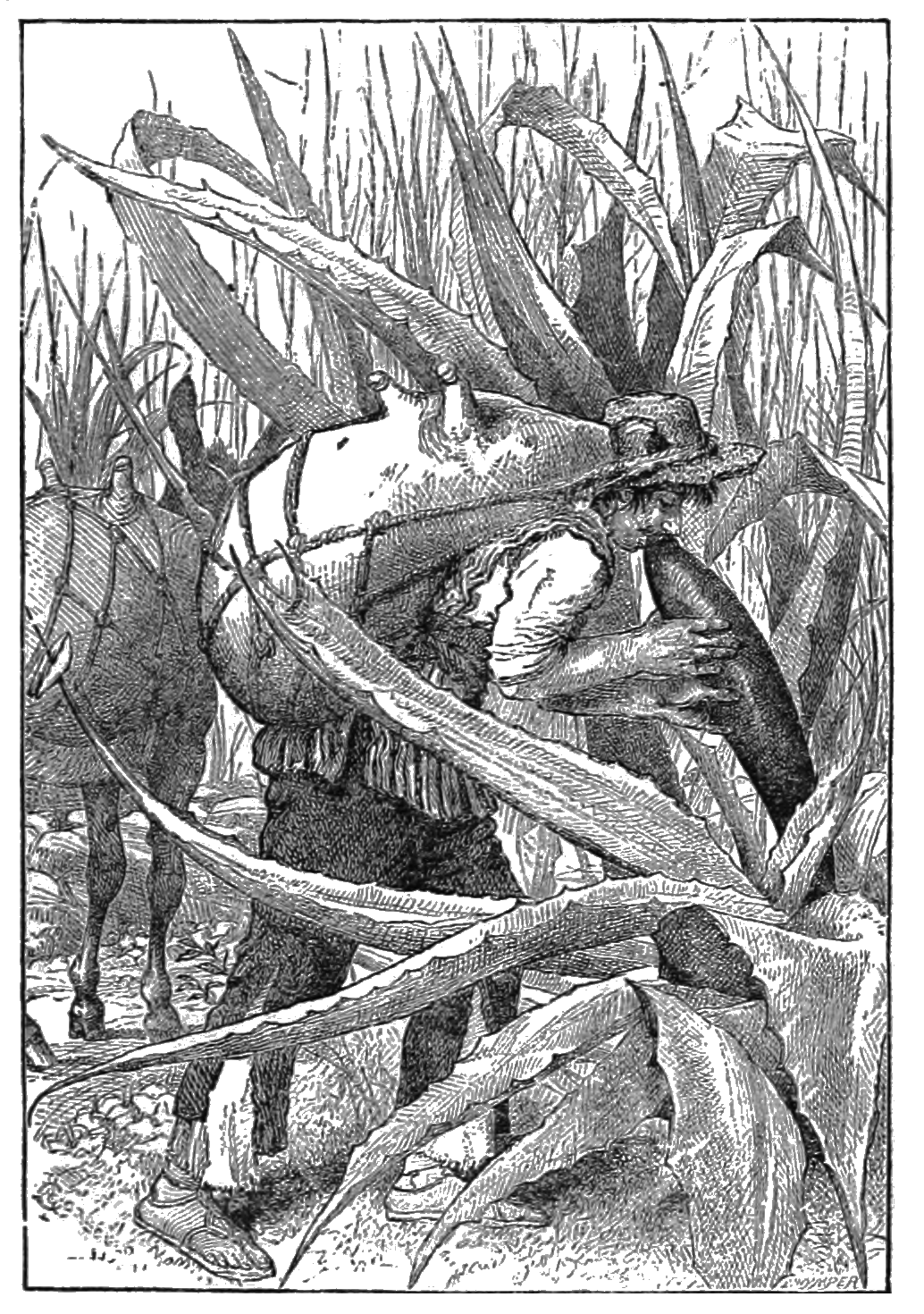
La extracción del aguamiel por un tlachiquero es parte de la obtención del pulque

A los 18 años se casó con Javier Torres Adalid de 26 años de edad, el día 17 de octubre de 1860 en la casa número 12 de la calle de Cadena. El sacerdote José María Díez de Solano ofició la ceremonia.
Javier Torres Adalid formó parte de una generación de políticos, intelectuales, militares y empresarios durante la época dominada por Antonio López de Santa Anna. Perteneció a una importante familia de hacendados pulqueros, cuyos orígenes se remontan a la época colonial. Él mismo fue un gran promotor de la industria pulquera que desarrolló la economía de la franja central de México.
La hermana de Leonor, Juana Rivas Mercado, se casó con el hermano de su esposo, Ignacio Torres Adalid. De este modo, se redobló la unión de sus familias. Durante el siglo XIX los hermanos Torres Adalid se relacionaron con los gobiernos que se turnaban en el poder. Ambas familias, más que tener una posición política, buscaban que respetaran sus intereses. 
Al regresar de sus estudios en Europa, su hermano Antonio Rivas Mercado hizo uno de sus primeros trabajos en la Hacienda pulquera de Ometusco, Hidalgo, propiedad de la familia Torres Adalid. En dicha remodelación el arquitecto hizo una primera recreación de la arquitectura académica. 
Con Javier Torres Adalid tuvo catorce hijos. Enviudó en el año de 1893. En 1904 se casó con su primo Carlos Rivas Gómez, soltero de 60 años, quien había sido secretario particular del presidente Porfirio Díaz y murió en 1908. 

## Vínculos familiares
Hermana de Antonio Rivas Mercado, importante arquitecto del porfiriato. Tía de Antonieta Rivas Mercado, promotora cultural del movimiento artístico del grupo conocido como los Contemporáneos y de la campaña presidencial de José Vasconcelos. cuñada de Ignacio Torres Adalid, más conocido como El rey del Pulque,  tanto por ser hermano de su esposo, como por ser esposo de su hermana Juana Rivas Mercado. 
Su hija Maria Torres Rivas se casó con Bernabé León de la Barra hermano del gobernador Francisco León de la Barra, presidente interino de México tras la salida de Porfirio Díaz.

## Industria del pulque

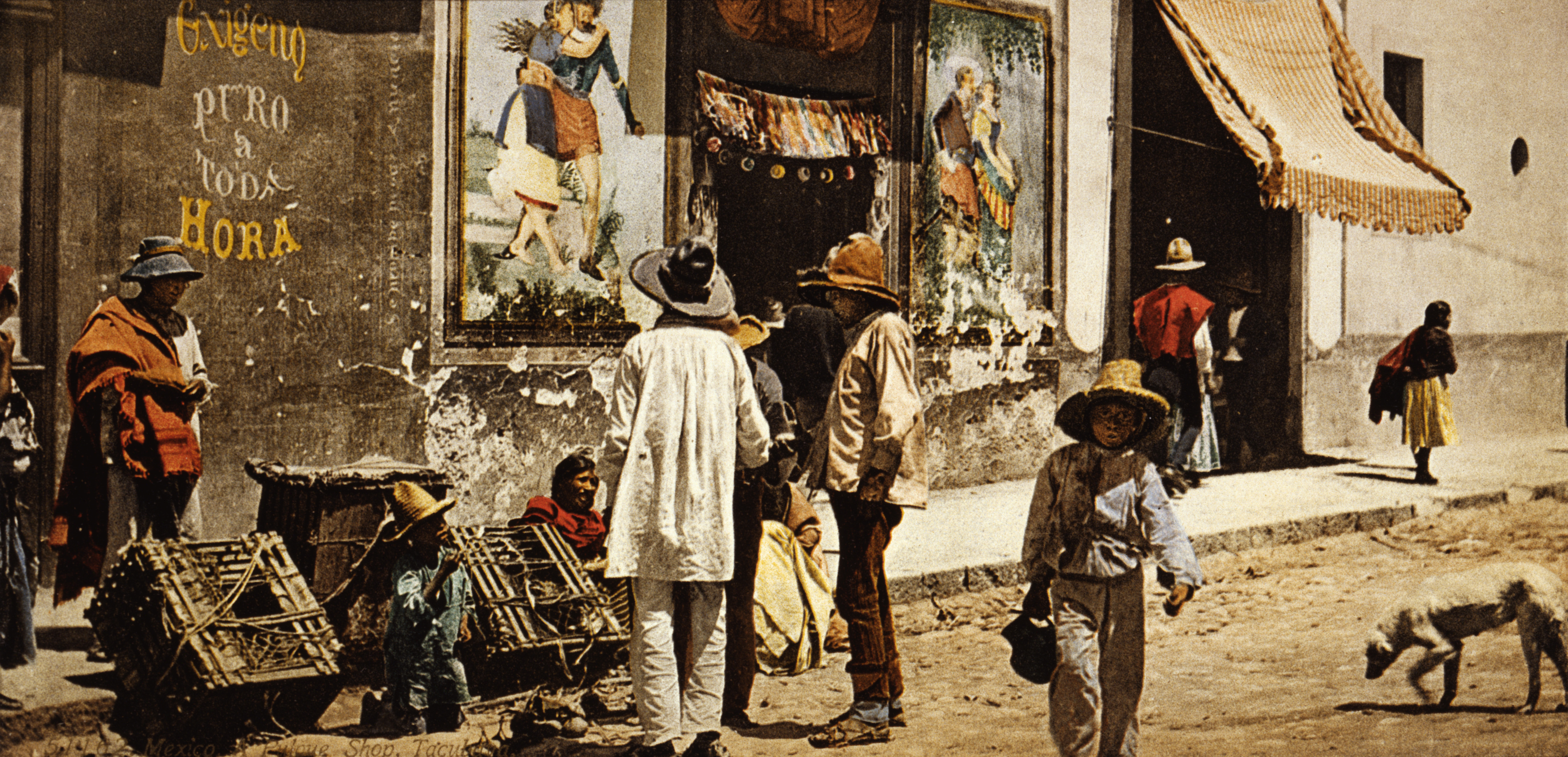
Pulquería alrededor de 1900

Vasos y medidas de las pulquerías

En 1893, tras la muerte de Javier Torres Adalid hereda la Hacienda de Ometusco, una de las más importantes y prósperas haciendas pulqueras del porfiriato. En 1905 poseía 35 pulquerías en la Ciudad de México, otras haciendas pulqueras y bienes inmobiliarios. 
En 1910, tras la muerte de Carlos Rivas, su segundo esposo, entró en la recién fundada Compañía Expendedora de Pulques con 930 acciones, convirtiéndose en una de las primeras mujeres en participar en actividades empresariales en México. Esta compañía reunía a diferentes hacendados pulqueros, fue fundada con la intención de controlar el comercio con la Ciudad de México y otras ciudades. Su unión también buscaba hacer frente común a la compañía de trenes que se encargaba de llevar el pulque a México, así como a los impuestos y regulaciones que les ponían los gobiernos, los que consideraban excesivos. 
El pulque representaba una importante contribución a la economía nacional. La producción del pulque era 2.38 por ciento de la producción agrícola para el consumo doméstico. Junto con el tabaco, fue muy importante en lo que se recolectaba en las alcabalas. En el porfiriato, cuando se abolió esa contribución tradicional, aumentó el impuesto al pulque. 

## Episodio novelado
La familia Torres Rivas fue partidaria del imperio. Leonor Rivas de Torres Adalid fue acompañante frecuente de la emperatriz Carlota durante el imperio de Maximiliano.
En el diario del príncipe Karl Khevenhüller-Metsch, éste narra su historia entre él y Leonor Rivas Mercado. El 19 de noviembre de 1864 el príncipe embarcó como voluntario austriaco a México para apoyar al emperador Maximiliano de Habsburgo, a quien le fue siempre leal. Khevenhüller-Metsch tuvo un papel importante en el final del imperio. 
En su diario, describe su encuentro con Leonor como fundamental en su vida. Considerada por muchos, como una de las mujeres más bellas de la corte, la conoció en un baile de los emperadores. El príncipe cuenta su relación con toques novelescos. Finalmente Khevenhüller-Metsch logró seducirla la noche última antes de abandonar la Ciudad de México. De esta relación nació -según escribe- el único hijo del príncipe al cual nunca le dejaron conocer. Este episodio de la vida de Leonor también fue recreado en la novela “Noticias del Imperio” de Fernando del Paso.

## Pintura de Juan Cordero
En 1860 Juan Cordero pintó un retrato de Leonor que ahora forma parte de la colección del Museo Nacional de Historia, Castillo de Chapultepec.  